# Żałobnica białopasa
Żałobnica białopasa (Hemipenthes maurus) – gatunek muchówki z rodziny bujankowatych i podrodziny Exoprosopinae. Zamieszkuje palearktyczną Eurazję od Półwyspu Iberyjskiego po Chiny.

## Taksonomia
Gatunek ten opisany został po raz pierwszy w 1758 roku przez Karola Linneusza w dziesiątym wydaniu Systema Naturae pod nazwą Musca maura. Jako miejsce typowe wskazano Europę.

## Morfologia
Muchówka o ciele długości od 8 do 11 mm. Ubarwienie ma matowoczarne z czarnym opyleniem. Kulista głowa cechuje się bardzo krótkim, niewiele dłuższym od otworu gębowego ryjkiem. Oprócz łusek czarnych wzdłuż tylnej krawędzi oczu złożonych, na przedzie czoła i twarzy występują łuski złociście żółte. Czułki mają człon trzeci asymetrycznie cebulowaty, wyposażony w zwieńczoną włoskiem aristę. Za głową znajduje się kreza z włosów czarnych, w części górnej z domieszką złociście żółtych. Po bokach wierzchu tułowia, poczynając od guzów barkowych i kończąc na guzach skrzydłowych biegnie para pasów białych lub żółtawych. Śródplecze i tarczka mają długie szczecinki na brzegach. Łuseczki skrzydłowe są brunatnobiałe z brunatnym owłosieniem na krawędziach. Przezmianki mają brunatne trzonki i białe lub żółte główki. Przed nasadą przezmianki wyrasta pęczek żółtawych i czarnych włosków. Barwa plumuli jest białożółta. Skrzydło na większej powierzchni jest zaczernione, przy czym zaczernienie to obejmuje również wierzchołki komórek radialnej i dyskoidalnej, co odróżnia ten gatunek od drogosza żałobnego. Odwłok ma tylne krawędzie tergitów z wąskimi przepaskami białymi, z wyjątkiem tergitu piątego, który ma na tylnym brzegu rozszerzającą się ku bokom przepaskę żółtawą.

## Ekologia i występowanie
Owad ten zasiedla pobrzeża lasów, murawy kserotermiczne i murawy psammofilne. Osobniki dorosłe latają od czerwca do sierpnia. Odwiedzają kwiaty celem żerowania na nektarze i pyłku. Larwy wykazują nadpasożytnictwo. Są one parazytoidami błonkówek z rodziny gąsienicznikowatych oraz muchówek z rodziny rączycowatych, które same są parazytoidami gąsienic motyli.
Gatunek palearktyczny. W Europie znany jest z Hiszpanii, Francji, Belgii, Niemiec, Szwajcarii, Austrii, Włoch, Malty, Danii, Norwegii, Finlandii, Estonii, Litwy, Polski, Czech, Słowacji, Węgier, Ukrainy, Ukrainy, Chorwacji oraz europejskiej części Rosji. Dalej na wschód występuje od Azji Zachodniej po Chiny.